# Han Lue
Han Lue, o Han Seoul-Oh, es un personaje ficticio en la franquicia Fast & Furious, interpretado por Sung Kang, quien, como el propio personaje, es de ascendencia coreana. El personaje aparece por primera vez en la película The Fast and the Furious: Tokyo Drift como el mentor de Sean Boswell en Tokio, aparentemente muriendo en una explosión después de una colisión tres cuartas partes del camino a través de la película. El estado de Han como miembro del equipo de Dominic Toretto se mostró en las películas posteriores Fast & Furious, Fast Five, Fast & Furious 6, y Furious 7, así como el cortometraje Los Bandoleros, todos ambientado entre los eventos de Better Luck Tomorrow y The Fast and the Furious: Tokyo Drift. Luego apareció en F9, su primera aparición ambientada después de los eventos de The Fast and the Furious: Tokyo Drift.

## Desarrollo
El personaje apareció originalmente en Better Luck Tomorrow, dirigida por Justin Lin. Cuando Lin fue reclutado para dirigir The Fast and the Furious: Tokyo Drift, propuso la idea de agregar un personaje asiático para que fuera el "chico genial" específicamente con Han Lue en mente. Se suponía que Kang solo aparecería en una sola vez, pero volvió a aparecer en las películas de precuela posteriores debido a las respuestas positivas del público.

## Apariciones

### Better Luck Tomorrow
El director Justin Lin y el retratista Sung Kang han declarado en entrevistas que el Han visto en la franquicia Fast & Furious es el mismo personaje que aparece en Better Luck Tomorrow, y que la película sirve como la historia de origen del personaje. En la película, Han y sus amigos, aún en la escuela secundaria, se involucran cada vez más en actividades delictivas hasta que uno de los miembros del grupo muere. El primo de Han queda con daño cerebral después de un intento de suicidio.

### The Fast and the Furious: Tokyo Drift
Al vivir en Tokio, Han usa su nueva riqueza para comenzar su propio garaje, además de comprar varios autos modificados y costosos para almacenar en el garaje. Han también se mantiene ocupado con varias mujeres, con un club adjunto al lado de su garaje. Además, se involucra con los corredores callejeros de élite de Tokio y uno de sus vagabundos más destacados. En algún momento, adquirió un Nissan Silvia S15 Spec-S de 2001 y lo reconstruyó y restauró desde cero, y Twinkie se refirió más tarde al automóvil como la Mona Lisa del mundo Drifting.
Han también se asocia con Takashi, el sobrino de Kamata, un jefe de Yakuza, y obtiene ganancias de varias empresas comerciales. Sin el conocimiento de Kamata y Takashi, Han comienza a robar dinero de su operación y lo hace sin que ninguno de ellos se dé cuenta durante un tiempo.
Cuando Han conoce a Sean Boswell, Boswell cruza los límites tácitos de Takashi al hablar con su novia, Neela. Han pregunta por qué Takashi todavía se molesta con las "chicas de secundaria" cuando Takashi decide enfrentarse a Sean. Cuando Sean acepta el desafío de Takashi de derrapar, Han le da a Sean las llaves de su Nissan Silvia, curioso por ver de qué está hecho Sean.
Mientras Sean pierde la carrera y destruye su auto en el proceso, Han está intrigado por lo que vio en Sean por simplemente desafiar a Takashi. Al día siguiente, Han se encuentra con Sean fuera de su escuela y le exige que se suba a su auto. Han insiste en decirle a Sean que está en deuda con él y que sería su "chico de los recados" personal debido al auto que le debe. Sean está dispuesto a aceptar los términos siempre que Han le enseñe a derrapar.
Cuando Sean pierde el favor de su padre, el teniente Boswell, Sean se va a vivir al garaje de Han. Mientras está allí, trabaja en los autos disponibles para él en el garaje y Han le enseña cómo derrapar correctamente. A medida que Sean mejora, la situación de Han se complica cuando Takashi se vuelve más contundente al amenazar a Sean para que se mantenga alejado de Neela. Finalmente, Takashi confronta a Han sobre el dinero que le ha estado robando a su tío. Han no intenta defender sus acciones ante Takashi.
Simplemente afirma que los "acuerdos paralelos" que hizo mientras estaba bajo la protección de la palabra de Takashi estaban en la naturaleza de su negocio. Continúa diciendo que Takashi lo necesitaba y que no habría sido nada si no fuera por su ayuda. Cuando Takashi se distrae con la presencia de Neela, Han aprovecha su oportunidad y se sube a su auto y escapa.
Takashi y su amigo Morimoto lo persiguen por las calles de Tokio, pero no pueden atraparlo. Protege a Sean y Neela de Takashi, permitiéndoles adelantarse a él. Cuando Han finalmente llega a la intersección de la carretera, el auto de Han es chocado contra un Mercedes S-Class. El coche de Han se voltea sobre su parte superior. Han, incapaz de escapar del auto, supuestamente muere en la explosión. Boswell, enfurecido por la muerte de Han, ataca a Takashi, pero la película deja abierta la posibilidad de que alguien más lo haya matado.
Algún tiempo después de la muerte de Han, Sean Boswell se encuentra con Dominic Toretto después de que solicita una audiencia con él en el estacionamiento. Dom compite con Sean con el Plymouth Road Runner de 1970 que le ganó a Han años antes.

### Los Bandoleros
En Los Bandoleros, Han visitó México (fuera de pantalla), donde conoció a Dominic "Dom" Toretto y trabó amistad. Han comienza a “correr” con Dom por razones no especificadas. Dom gana el Plymouth Road Runner de 1970 frente a Han en una carrera.
Han llega a República Dominicana cuando Toretto se está preparando para un nuevo trabajo relacionado con el transporte de gasolina. Cara y Malo, amigos de Dom, lo recogen en el aeropuerto. Más tarde lo llevan a la casa de Rico Santos, donde vive Dominic, y cenan con el resto de la familia Santos. Siente una atracción inmediata por Cara, quien comparte una atracción mutua por él.
Más tarde, sigue a Dom y Santos a la prisión donde se encontraba Tego Leo antes de que Santos lo ayudara a escapar. Cuando Dominic los lleva a un club apartado para encontrarse con el hombre responsable del transporte de su partitura, Dominic le dice que dé la vuelta a la cuadra o que espere en el auto. En cambio, Han decide ingresar al club donde se mezcla con Cara y Malo en el bar.
Cuando Cara le preguntó cómo conoció a Dom, Han explicó brevemente cómo se conocieron en México. Malo, al darse cuenta de que los dos se sentían atraídos el uno por el otro, preguntó si querían una habitación. Cara, en cambio, le da su bebida y ella y Han abandonan el bar.

### Fast & Furious
Han se ve sólo al comienzo de Fast & Furious. Él, junto con Letty Ortiz, Toretto, Tego Leo, Rico Santos y Cara (la entonces novia de Han), están secuestrando un camión cisterna de combustible en la República Dominicana. Han y Cara secuestran los dos primeros camiones cisterna mientras que Leo y Santos secuestran los otros dos camiones cisterna, no antes de que el conductor del camión les dé un pequeño problema después de ver a Letty encima del camión cisterna y se da cuenta de que el secuestro está ocurriendo. Después de que se realiza el secuestro, Toretto se entera de Han que las autoridades están investigando sus ubicaciones y atracos anteriores, lo que lleva a la disolución de la tripulación. Toretto y Han se separan en buenos términos, y Han expresa interés en ir a Tokio, indicando que esto tiene lugar antes de los eventos de "Tokyo Drift".

### Fast Five
Han es reclutado para un atraco en los eventos de Fast Five como un conductor de precisión y un "camaleón". Durante los eventos de la película, comienza a enamorarse de otro miembro del equipo, Gisele Yashar. Cuando Brian y Dom son perseguidos por policías corruptos bajo la nómina de Hernán Reyes, él y Roman acuden en su ayuda al noquear los autos de la policía. Al final de la película, se ve a Han y Gisele viajando por Europa, ricos por el atraco y en una relación.

### Fast & Furious 6
Cuando Han y Gisele llegan a Londres, Luke Hobbs les da los detalles de su situación con Owen Shaw y Letty Ortiz. Durante su primer encuentro con el equipo de Shaw, Han, Brian y Gisele son atacados por el francotirador Adolfson, quien dispara contra sus autos una vez que llegan a Interpol.
Brian, Han y Gisele están inmovilizados el tiempo suficiente para que Vegh, Jah y Klaus escapen. Brian los sigue, pero Gisele sale corriendo para disparar contra el auto de huida de Jan y Klaus. En el último segundo, Han puede sacarla del camino y los dos se esconden detrás de una boca de incendios mientras Adolfson les dispara varias veces antes de escapar.
Durante el intento del equipo de evitar que Owen y su equipo secuestren el convoy militar, Han y Gisele persiguen a Denlinger en sus motocicletas, una Harley Davidson XR1200 y una Ducati Monster. Gisele es la primera en llegar a Denlinger, se cuelga del costado de su Land Rover y casi es aplastada contra el costado del camión que se aproxima, pero Han salta al Land Rover a tiempo para desviar el vehículo y salvar su vida.
Cuando Shaw hace prisionera a Mia Toretto, Dominic y los demás se ven obligados a dejar que Shaw y Riley Hicks, un agente doble que trabaja con Owen y Hobbs, vayan para garantizar su seguridad. Sin embargo, tan pronto como se les permite, van tras el avión en el que Shaw planea despegar con Mia. Gisele y Han son uno de los dos equipos designados con la tarea de mantener el avión en tierra usando los arpones. Durante sus esfuerzos, Adolfson saca a Gisele de su automóvil. Han la sigue, trepando a la parte superior de su auto.
Aunque Gisele puede defenderse de él, la tiran del auto de Adolfson. Han puede salvarla en el último momento. Gisele, al darse cuenta de que Adolfson está a punto de matar a Han, suelta los brazos de Han y se deja caer, Han no puede salvarla. Antes de morir por la caída, le dispara a Adolfson y lo hace perder el equilibrio. Un Han devastado ataca a Adolfson y lo arroja del auto a la turbina del avión.
El avión se estrella. Dominic escapa del avión en llamas en coche. Mia y Brian se acercan a Han e intentan consolarlo cuando se dan cuenta de lo que le sucedió a Gisele.
Con sus registros borrados por los indultos otorgados por Hobbs, Han y los demás regresan a Los Ángeles. Mientras habla con Roman Pearce y Tej Parker, Han finalmente decide ir a Tokio.
En la escena posterior a los créditos de Fast and Furious 6, se muestra la muerte de Han de The Fast and the Furious: Tokyo Drift y se revela que el hermano de Owen, Deckard Shaw, conducía el Mercedes que se estrelló contra Han y provocó su muerte.

### Furious 7
La muerte de Han se vuelve a ver en Furious 7 a través de imágenes de archivo de The Fast and the Furious: Tokyo Drift y Fast & Furious 6, ocurriendo al mismo tiempo que el mismo paquete bomba entregado a Dominic. La muerte de Han fue la razón por la que Dominic apareció en Tokio al final de "Tokyo Drift", para recuperar su cuerpo y llevarlo a Los Ángeles para enterrarlo. Después de competir con Sean Boswell, Dominic recibe varios artículos personales de Han, incluida una foto de Gisele. El equipo asistió al funeral de Han en Los Ángeles unos días después, y Dominic vio al asesino de Han, Deckard Shaw, mirando desde la distancia y persiguiéndolo, lo que llevó a su confrontación.

### F9
Mientras se encuentran en una misión que los llevaría a Tokio, Letty y Mia descubren que Han está vivo, después de haber usado el ataque de Deckard Shaw para fingir su muerte con la ayuda del Sr. Nadie. Él explica que después de la muerte de Gisele, el Sr. Nadie se acercó a él ya que Gisele fue una vez un operativo bajo su supervisión, creyendo que era digno de confianza debido a su relación. Al aceptar trabajar para él, el Sr. Nadie ayudó a Han a fingir su muerte a manos de Deckard Shaw y a mantener su supervivencia en secreto, convirtiéndose en un agente para mantenerse enfocado y posiblemente curarse de la muerte de Gisele.
Estos eventos implicarían que Han es la razón por la que Don Nadie ayudaría a Dom y al equipo en su lucha contra Deckard Shaw.
Un día, en una misión, Han fue testigo del asesinato de sus objetivos, los padres de una niña llamada Elle, cuyos padres estaban en posesión de un arma poderosa llamada Proyecto Aries. Mientras se escondía de los asesinos, Han intervino y los mató para salvarla, decidiendo tomar a Elle y protegerla del hombre que los envió llamado Otto. Durante este tiempo, tanto él como Elle formaron un vínculo de hermanos, uno que lo ayudó a alejarse de Gisele. Luego regresa con Elle para unirse al equipo de Dom para detener el plan de Otto y Cipher de adquirir un arma que pueda tomar el control instantáneo de la energía nuclear y computarizada de todo el mundo, de la cual el ADN de Elle es la clave para su activación.
Más tarde se lo ve entre los varios miembros en la casa Toretto parcialmente reconstruida en Los Ángeles, reuniéndose con su equipo de Tokio; Sean, Twinkie y Earl, quienes están encantados de verlo con vida. Se une al equipo de Toretto y Tokio en la mesa para cenar, junto a Elle, esperando que llegue Brian O'Conner.
La escena de crédito final de la película muestra que Deckard Shaw está interrogando a un criminal ruso antes de abrir la puerta para encontrar sorprendentemente a Han, quien ha venido a confrontar al hombre que intentó matarlo.

## Caracterización
Han es conocido por consumir bocadillos. Como señala Gisele en Fast Five, esto es parte de su constante necesidad de ocupar sus manos, ya que es un exfumador. Según el director Justin Lin, esta es una referencia al huevo de Pascua de la aparición anterior del personaje en Better Luck Tomorrow.
Tras la muerte de Gisele en Fast & Furious 6, Han deja los Estados Unidos para vivir en Tokio, preparando su aparición en The Fast and the Furious: Tokyo Drift. Han fue inicialmente el único personaje de Tokyo Drift que apareció en las películas posteriores, antes de la aparición de Sean Boswell en Furious 7. Tanto Sung Kang como Justin Lin han declarado que el apellido "Seoul-Oh" que Han usa en Fast & Furious 6 y Furious 7 es una identificación falsa, un juego con el nombre "Han Solo". La revelación de que Han Lue está vivo en F9 alentó el uso del hashtag #HanIsAlive que los fanáticos de Star Wars pensaron que se refería a Han Solo, quien murió en Star Wars: Episodio VII - El despertar de la Fuerza.

## Relaciones
En el cortometraje Los Bandoleros y la película Fast & Furious, estuvo en una relación con Cara hasta que se separaron en el momento en que ocurren los eventos de Fast Five. Al final de la película y de todo Fast & Furious 6 estuvo en una relación con Gisele Yashar hasta su muerte en la batalla contra los secuaces de Owen Shaw.

## Familia y equipo de Dominic Toretto
| - Virgil Hu (primo) - Dominic Toretto (líder) - Leticia Ortiz - Roman Pearce - Tej Parker - Mia Toretto - Megan Ramsey - Brian O'Conner - Vince † - Cara Mirtha - Tego Leo - Rico Santos - Gisele Yashar † | - Luke Hobbs - Deckard Shaw (antiguo enemigo) - Sean Boswell - Ella - Twinkie - Earl Hu - Neela - Reiko - Elena Neves † - Sr. Nadie - Jakob Toretto (antiguo enemigo) - Morimoto † - Takashi - Arturo Braga - Fénix Calderón † - Hernán Reyes † - Zizi † - Riley Hicks † - Cipher - Otto † - Teniente Sue † |

## Lista de coches
| Película                              | Coche |
| ------------------------------------- | --- |
| Better Luck Tomorrow                  | 1965 Ford Mustang                                                                                              |
| The Fast and the Furious: Tokyo Drift | 1997 Mazda RX-7, con Veilside, kit de carrocería                                                               |
| Fast & Furious                        | 1967 Chevrolet C-Series, con un remolque de cola personalizado y llantas de camión                             |
| Fast Five                             | 1970 Ford Maverick                                                                                             |
| Fast Five                             | 2011 Subaru Impreza WRX STI                                                                                    |
| Fast Five                             | 2011 Dodge Charger R/T Police Car                                                                              |
| Fast Five                             | 2012 Lexus LFA                                                                                                 |
| Fast & Furious 6                      | 2005 BMW E60 M5 2012 Dodge Charger SRT8 1997 Mazda RX-7, con Veilside, kit de carrocería (material de archivo) |
| F9                                    | 2020 Toyota Supra                                                                                              |
| F9                                    | 2011 STC Delta Didgori-2                                                                                       |